# Trichoniscus crassipes
Trichoniscus crassipes is een pissebed uit de familie Trichoniscidae. De wetenschappelijke naam van de soort is voor het eerst geldig gepubliceerd in 1939 door Karl Wilhelm Verhoeff.